# Zákányi Zsolt
Zákányi Zsolt (Dunabogdány, 1925. május 8. – Budapest, 2007. január 12.) Liszt Ferenc-díjas magyar karnagy, tanár.

## Életútja
Maturálását követően előbb tanítói, majd énektanári, később a Zeneakadémián Kodály Zoltán tanítványaként felsőfokú karnagyi képesítést is szerzett. Kórusszervezői és zenepedagógusi pályáján jelentős sikereket ért el Hajdú-Bihar megyében, majd áthelyezését követően (1958-tól) a kaposvári Tóth Lajos Általános Iskola (jelenleg Kodály Zoltán Ének-Zene Tagozatos Általános Iskola) karnagya és énektanára, utóbb (1964-től) a Vikár Béla Vegyeskar karnagya is lett.
Első komoly nemzetközi sikere a Vikár kórussal a walesi Llangolen-ben volt 1980-ban. Vegyeskar I. helyezés, Nőikar II. helyezés és a kórusverseny nagydíja.
Visszavonulása után a budakeszi református gyülekezet kórusának (2000-től) újjáalapítója, illetve irányítója volt, a vegyeskar halálát követően tiszteletére Zákányi Zsolt református vegyeskar néven működik tovább. 2005-ben 80. születésnapjának évében, Kaposváron, a református templomban nagy sikerű koncerten vezényelte a tanítványaiból összeállt kórust, amiről film és DVD is készült.

### Családja
Gyermekei: ifj. Zákányi Zsolt Menye: Kútvölgyi Erzsébet Kossuth-díjas színésznő.

## Díjak, kitüntetések
- Kaposvár díszpolgára (1990)[2]
- Liszt Ferenc-díj (1990)[2]
- Somogy Megye Művészeti Díja (1995)[2]
- Weiner Leo-díj (1996)[2]
- Budakesziért Emlékérem (posztumusz, 2007)[2]